# Folio biographies
Folio biographies è una sotto-collana della Folio, collana editoriale di tascabili edita da Gallimard, inaugurata nell'aprile del 2005. Sono agili e piccole biografie inedite dedicate a grandi personaggi della storia, della letteratura, dell'arte, della musica, dello sport e delle scienze internazionali, il cui destino è considerato eccezionale. Ogni volumetto ha un piccolo inserto fotografico di 8 pagine e, in coda, una bibliografia essenziale aggiornata.

## Titoli della collana
| Numero | Autore                             | Titolo                    | Anno |
| ------ | ---------------------------------- | ------------------------- | ---- |
| 1      | François Tallandier                | Balzac                    | 2005 |
| 2      | Joël Schmidt                       | Jules César               | 2005 |
| 3      | Jean-Philippe Guerand              | James Dean                | 2005 |
| 4      | Sylvia Fol                         | Billie Holiday            | 2005 |
| 5      | Gérard-Georges Lemaire             | Kafka                     | 2005 |
| 6      | René de Ceccatty                   | Pier Paolo Pasolini       | 2005 |
| 7      | Christian Parisot                  | Modigliani                | 2005 |
| 8      | Alexandra Lemasson                 | Virginia Woolf            | 2005 |
| 9      | Nadine Sautel                      | Michel-Ange               | 2006 |
| 10     | Bernard Fauconnier                 | Cézanne                   | 2006 |
| 11     | Jacques de Decker                  | Ibsen                     | 2006 |
| 12     | Bernard Vincent                    | Louis XVI                 | 2006 |
| 13     | Éric Deschodt                      | Attila                    | 2006 |
| 14     | Christine Jordis                   | Gandhi                    | 2006 |
| 15     | René Major e Chantal Talagrand     | Freud                     | 2006 |
| 16     | Catherine Sauvet                   | Stefan Zweig              | 2006 |
| 17     | Yves Buin                          | Kerouac                   | 2006 |
| 18     | Claude Mourthé                     | Shakespeare               | 2006 |
| 19     | Jean-Baptiste Baronian             | Baudelaire                | 2006 |
| 20     | Gilles Plazy                       | Picasso                   | 2006 |
| 21     | Claire Juillard                    | Boris Vian                | 2007 |
| 22     | Christophe Mory                    | Molière                   | 2007 |
| 23     | Anne Plantagenet                   | Marilyn Monroe            | 2007 |
| 24     | Jean Pavans                        | Marlene Dietrich          | 2007 |
| 25     | Franck Médioni                     | Albert Cohen              | 2007 |
| 26     | Raymond Trousson                   | Diderot                   | 2007 |
| 27     | Benito Merlino                     | Fellini                   | 2007 |
| 28     | Jean-Yves Reuzeau                  | Janis Joplin              | 2007 |
| 29     | Alain Foix                         | Toussaint Louverture      | 2007 |
| 30     | Stéphane Koechlin                  | James Brown               | 2007 |
| 31     | David Haziot                       | Van Gogh                  | 2007 |
| 32     | Jean-Philippe Guerand              | Jacques Tati              | 2007 |
| 33     | Olivier Delavault                  | Geronimo                  | 2007 |
| 34     | Jacques Pessis                     | Joséphine Baker           | 2007 |
| 35     | Madeleine Lazard                   | Colette                   | 2008 |
| 36     | Virgil Tanase                      | Tchekhov                  | 2008 |
| 37     | Christian Rancé                    | Jésus                     | 2008 |
| 38     | Gérard-Julien Salvy                | Le Caravage               | 2008 |
| 39     | Éric Roussel                       | De Gaulle                 | 2008 |
| 40     | Jean-Baptiste Baronian             | Verlaine                  | 2008 |
| 41     | Jean Blot                          | Mozart                    | 2008 |
| 42     | Joël Schmidt                       | Cléopâtre                 | 2008 |
| 43     | Janine Trotereau                   | Pasteur                   | 2008 |
| 44     |                                    |                           |      |
| 45     | Laurent Seksik                     | Albert Einstein           | 2008 |
| 46     | Sophue Chauveau                    | Léonard de Vinci          | 2008 |
| 47     | Éric Seschodt                      | Louis XIV                 | 2008 |
| 48     | Dorian Astor                       | Lou Andreas-Salomé        | 2008 |
| 49     | Sandrine Fillipetti                | Stendhal                  | 2009 |
| 50     | Charles Szlakmann                  | Moïse                     | 2009 |
| 51     | Jean-Nöel Mouret                   | Louis Renault             | 2009 |
| 52     | Jean-Luc Mouton                    | Calvin                    | 2009 |
| 53     | Yves Buin                          | Céline                    | 2009 |
| 54     | René de Ceccatty                   | Maria Callas              | 2009 |
| 55     | Daniel Salvatore Schiffer          | Oscar Wilde               | 2009 |
| 56     | Marie-France Schmidt               | Goya                      | 2009 |
| 57     | Sophie Royer                       | Bouddha                   | 2009 |
| 58     | Jean-Baptiste Baronian             | Rimbaud                   | 2009 |
| 59     | Mériam Korichi                     | Andy Warhol               | 2009 |
| 60     | Joël Schmidt                       | Alexandre le Grand        | 2009 |
| 61     | Ariane Charton                     | Alfred de Musset          | 2010 |
| 62     | Sophie-Aude Picon                  | Sarah Bernhardt           | 2010 |
| 63     | Bernard Fauconnier                 | Beethoven                 | 2010 |
| 64     | Pascale Fautrier                   | Chopin                    | 2010 |
| 65     | Virgil Tanase                      | Camus                     | 2010 |
| 66     | Hubert Prolingeau                  | Machiavel                 | 2010 |
| 67     | Gérard Cogez                       | Gérard de Nerval          | 2010 |
| 68     | Albert Bensoussan                  | Federico García Lorca     | 2010 |
| 69     | Jean-Philippe de Tonnac            | Bob Marley                | 2010 |
| 70     | Jacques de Decker                  | Wagner                    | 2010 |
| 71     | Olivier Germain-Thomas             | Marco Polo                | 2010 |
| 72     | Liliane Kerjan                     | Tennessee Williams        | 2010 |
| 73     | Anne Ponse                         | Lapérouse                 | 2010 |
| 74     | Dorian Astor                       | Nietzsche                 | 2011 |
| 75     | Sandrine Fillipetti                | Victor Hugo               | 2011 |
| 76     | Frédéric Martinez                  | Franz Liszt               | 2011 |
| 77     | Maxime Rovere                      | Casanova                  | 2011 |
| 78     | Jennifer Kesieur                   | Mishima                   | 2011 |
| 79     | Joël Schmidt                       | Robespierre               | 2011 |
| 80     | Marie-France Schmidt               | Christophe Colomb         | 2011 |
| 81     | Janine Trotereau                   | Marie Curie               | 2011 |
| 82     | Michel Faucheux                    | Auguste et Louis Lumière  | 2011 |
| 83     | Pascale Fautrier                   | Napoléon Bonaparte        | 2011 |
| 84     | Jean-Pierre Ohl                    | Charles Dickens           | 2011 |
| 85     | Raymond Trousson                   | Rousseau                  | 2011 |
| 86     | Frédéric Martinez                  | Maupassant                | 2012 |
| 87     | Alain Masson                       | Gene Kelly                | 2012 |
| 88     | Ariane Charton                     | Debussy                   | 2012 |
| 89     | Franck Médioni                     | Jimi Hendrix              | 2012 |
| 90     | Bernard Fauconnier                 | Flaubert                  | 2012 |
| 91     | Michel Faucheux                    | Chaplin                   | 2012 |
| 92     | Virgil Tanase                      | Dostoïevski               | 2012 |
| 93     | Alain Foix                         | Martin Luther King        | 2012 |
| 94     | Michel Renouard                    | Lawrence d'Arabie         | 2012 |
| 95     | Jean-Yves Reuzeau                  | Jim Morrison              | 2012 |
| 96     | Albert Bensoussan                  | Verdi                     | 2013 |
| 97     | Vincent Michelot                   | Kennedy                   | 2013 |
| 98     | Martine Reid                       | George Sand               | 2013 |
| 99     | Albert Bensoussan                  | Édith Piaf                | 2013 |
| 100    | Virgil Tanase                      | Saint-Exupéry             | 2013 |
| 101    | Michel Faucheux                    | Mermoz                    | 2013 |
| 102    | Marc Leboucher                     | Bach                      | 2013 |
| 103    | Stéphane Maltère                   | Madame de Sévigné         | 2013 |
| 104    | Jennifer Lesieur                   | Alexandra David-Néel      | 2013 |
| 105    | Corinne Saminadayar-Perrin         | Jules Vallès              | 2013 |
| 106    | Sophie Doudet                      | Churchill                 | 2013 |
| 107    | Michel Draguet                     | Magritte                  | 2014 |
| 108    | Ariane Charton                     | Alain-Fournier            | 2014 |
| 109    | Joël Schmidt                       | Goethe                    | 2014 |
| 110    | Franck Médioni                     | George Gershwin           | 2014 |
| 111    | Jean-Noël Mouret                   | Darwin                    | 2014 |
| 112    | Michel Renouard                    | Conrad                    | 2014 |
| 113    | Serge Sanchez                      | Man Ray                   | 2014 |
| 114    | Bernard Vincent                    | Lafayette                 | 2014 |
| 115    | Marie Berthoumieu e Laura el Makki | Henry David Thoreau       | 2014 |
| 116    | Bernard Fauconnier                 | Jack London               | 2014 |
| 117    | Sylvain Ledda                      | Alexandre Dumas           | 2014 |
| 118    | Dominique Le Brun                  | Bougainville              | 2014 |
| 119    | Liliane Kerjan                     | Truman Capote             | 2015 |
| 120    | Liliane Kerjan                     | George Washington         | 2015 |
| 121    | Daniel Salvatore Schiffer          | Lord Byron                | 2015 |
| 122    | Alain Foix                         | Che Guevara               | 2015 |
| 123    | Stéphane Maltère                   | George Orwell             | 2015 |
| 124    | Virgil Tanase                      | Saint François d'Assise   | 2015 |
| 125    | Christian Wasselin                 | Beaumarchais              | 2015 |
| 126    | François Jacob                     | Voltaire                  | 2015 |
| 127    | Franck Médioni                     | Carlo Goldoni             | 2015 |
| 128    | Marie-Claire Phélippeau            | Thomas More               | 2016 |
| 129    | Brigitte Krulic                    | Tocqueville               | 2016 |
| 130    | Laura El Makki                     | H. G. Wells               | 2016 |
| 131    | Sophie Doudet                      | Malraux                   | 2016 |
| 132    | Liliane Kerjan                     | Abraham Lincoln           | 2016 |
| 133    | Marc Hersant                       | Saint-Simon               | 2016 |
| 134    | Claude Boli                        | Mohamed Ali               | 2016 |
| 135    | Frédéric Martinez                  | Delacroix                 | 2016 |
| 136    | Sylvain Ledda                      | Ravel                     | 2016 |
| 137    | Guy Darol                          | Frank Zappa               | 2016 |
| 138    | Michel Faucheux                    | Buffalo Bill              | 2017 |
| 139    | Michel Renouard                    | Trotsky                   | 2017 |
| 140    | Catherine Volpilhac-Auger          | Montesquieu               | 2017 |
| 141    | Sylvie Taussig                     | Richelieu                 | 2017 |
| 142    | Philippe Chassaigne                | La reine Victoria         | 2017 |
| 143    | Pierre Judet de La Combe           | Homère                    | 2017 |
| 144    | Serge Sanchez                      | Klimt                     | 2017 |
| 145    | Sophie Doudet                      | Madame de Staël           | 2018 |
| 146    | Romane Fostier                     | Marguerite Duras          | 2018 |
| 147    | Michel Faucheux                    | Olympe de Gouges          | 2018 |
| 148    | Frédéric Martinez                  | Anna de Noailles          | 2018 |
| 149    | Stéphanie Genand                   | Sade                      | 2018 |
| 150    | Jean-Pierre Ohl                    | Les Brontë                | 2019 |
| 151    | Bernard Fauconnier                 | Platon                    | 2019 |
| 152    | Stéphane Maltère                   | Scott et Zelda Fitzgerald | 2019 |
| 153    | Philippe Blanchon                  | Gertrude Stein            | 2020 |
| 154    | Olivier Rony                       | Louis Jouvet              | 2021 |
| 155    | Franck Salaün                      | Marivaux                  | 2021 |
| 156    | Franck Médioni                     | Miles Davis               | 2022 |
| 157    | Sophie Doudet                      | Abbé Pierre               | 2022 |
| 158    | Geneviève Winter                   | Gérard Philipe            | 2022 |
| 159    | Violaine Heyraud                   | Georges Feydeau           | 2023 |
| 160    | Anne Martin-Fugier                 | Claude Monet              | 2023 |
| 161    | Alain Foix                         | Jesse Owens               | 2024 |